# Grancanaridion grancanariense
Grancanaridion grancanariense es una especie de arañas araneomorfas de la familia Theridiidae, la única de su género.

## Distribución geográfica
Es endémica de las Canarias occidentales (España).